# System Shock
System Shock – gra komputerowa stworzona przez firmę Looking Glass Technologies (później Looking Glass Studios). Gra została wydana w 1994 roku przez Origin, która później została wykupiona przez Electronic Arts.
Druga część, System Shock 2, została wydana przez EA w 1999 r.
W 2015 roku studio Nightdive Studios wydało remaster gry System Shock: Enhanced Edition.

## Opis fabuły
Akcja toczy się w 2074 roku, gdy megakorporacje władają światem. Gracz wciela się w bezimiennego hakera, który kilkakrotnie włamuje się do baz danych korporacji TriOptium, zostaje jednak pojmany i pod przymusem umieszczony w stacji kosmicznej Citadel.

### Charakterystyka
Edward Diego jest jednym z dyrektorów wykonawczych korporacji TriOptium, właściciela stacji kosmicznej Citadel, orbitującej wokół Saturna. Zatrudnia on bezimiennego hakera, właściwego bohatera gry, do usunięcia obostrzeń etycznych nałożonych na sztuczną inteligencję zarządzającą stacją, o imieniu SHODAN. Następnie na polecenie Diego hakerowi wszczepiono neuroimplant oraz wprowadzono go w stan leczniczej hibernacji na okres 6 miesięcy. W czasie, gdy haker odbywał swoją sztuczną śpiączkę, na stacji doszło do fatalnego wypadku z udziałem SHODAN. Budząc się 6 miesięcy później bohater nie spotyka nikogo żywego, ponieważ sztuczna inteligencja zabiła całą załogę stacji. Ziemia staje w obliczu zagrożenia, bowiem SHODAN zamierza użyć śmiercionośnego lasera w który jest wyposażona stacja Citadel. Haker niszczy laser, wystrzeliwuje także w przestrzeń ogrody botaniczne, gdzie SHODAN prowadziła swoje eksperymenty. Ostatecznie hakerowi udaje się także zniszczyć stację Citadel, zanim jednak to zrobi czeka go konfrontacja ze swoim dawnym mocodawcą – Edwardem Diego, lub raczej tym, co po nim pozostało.